# Mersey
Mersey er en flod i Nordvest-England. Den er 113 kilometer lang. Floden opstår, hvor flodene Goyt og Tame løber sammen. Dette sker midt i byen Stockport i Stor-Manchester. Derfra løber floden mod vest. 
Over en lang strækning følger floden Manchester Ship Canal. Efter byen Warrington danner floden et op til 5 kilometer bredt æstuarium (flodmunding påvirket af tidevandet). Efter at have passeret forbi havneområderne i Liverpool og Merseyside munder floden til sidst ud Liverpoolbugten i det Irske Hav. 
Gennem mange århundreder dannede Mersey på lange strækninger grevskabsgrænsen mellem Lancashire og Cheshire. 

## Etymologi
Navnet kommer fra det angelsaksiske Mǽres-ēa som betyder "grænse-flod", muligvis med reference til grænsen mellem de gamle kongeriger Mercia og Northumbria.

## Miljø
I juni 2019 viste research fra Exeter Universitet, at Mersey er mere forurenet end Affaldsøen i det Nordlige Stillehav.

## Populærkultur
Floden Mersey lagde i 1960'erne navn til musikgenren Mersey beat, der kendetegnede en række orkestre fra Liverpool i første halvdel af 1960'erne, herunder The Beatles, Gerry and the Pacemakers, The Searchers, Swinging Blue Jeans m.fl. Liverpool-orkestret fra samme periode, The Merseybeats, tog navn efter musikgenren. 
Gerry and the Pacemakers udgav i 1964 sangen "Ferry Cross the Mersey", der blev et stort hit for gruppen i USA og i Storbritannien, ligesom der blev indspillet en film med samme navn med gruppen i centrum. Sangen blev efter Hillsborough-tragedien i 1989 genindspillet af en række musikere fra Liverpool, bl.a. Paul McCartney, i en ny version til velgørenhed til fordel for ofrene efter tragedien. Sangen blev atter et stort hit, hvor den nåede nr. 1 i Storbritannien og Irland. 

## Eksterne links
- Wikimedia Commons har flere filer relateret til Mersey
- Mersey Basin Campaign. Netsted om oprensningen af Mersey 1985–2010

53°24′52″N 2°09′24″V / 53.41431°N 2.15667°V